# Un roman parisien (film)
Un roman parisien est un film muet français réalisé par Adrien Caillard, et sorti en 1913.

## Fiche technique
- Titre : Un roman parisien
- Réalisation : Adrien Caillard
- Scénario : d'après l’œuvre d'Octave Feuillet
- Société de production : Pathé Frères
- Pays d'origine :  France
- Langue : film muet avec les intertitres en français
- Format : Noir et blanc — 35 mm — 1,33:1 — Muet
- Dates de sortie :
  -  France : 30 mai 1913

## Distribution
- Henri Monteux
- Paul Capellani
- Stacia Napierkowska
- Jules Mondos